# Vivien Colober
Vivien Colober (Rennes, 6 de octubre de 1990) es un deportista francés que compitió en piragüismo en la modalidad de eslalon.
Ganó una medalla de plata en el Campeonato Mundial de Piragüismo en Eslalon de 2011 y una medalla de bronce en el Campeonato Europeo de Piragüismo en Eslalon de 2011, ambas en la prueba de K1 por equipos.

## Palmarés internacional
| Campeonato Mundial | Campeonato Mundial      | Campeonato Mundial | Campeonato Mundial |
| Año                | Lugar                   | Medalla            | Competición        |
| ------------------ | ----------------------- | ------------------ | ------------------ |
| 2011               | Bratislava (Eslovaquia) | Medalla de plata   | K1 por equipos     |
| Campeonato Europeo |                         |                    |                    |
| Año                | Lugar                   | Medalla            | Competición        |
| 2011               | Seo de Urgel (España)   | Medalla de bronce  | K1 por equipos     |